# General Carneiro (Mato Grosso)
General Carneiro is een gemeente in de Braziliaanse deelstaat Mato Grosso. De gemeente telt 5.028 inwoners (schatting 2009).

## Verkeer en vervoer
De plaats ligt aan de radiale snelweg BR-070 tussen Brasilia en Cáceres.